# Clémence Quélennec
Clémence Quélennec (6 de marzo de 1991, Francia) es una cantante francesa, conocida por ser la vocalista del grupo La Femme.

## Infancia
Clémence vivió en una pequeña ciudad cerca de Tours. Quélennec vivía en Quimper durante sus estudios medios superiores. Al estar cerca el ingreso a la universidad decidió moverse a París para tener una nueva "visión".

## Primeros años con La Femme
Clémence descubrió a La Femme cuando escuchó su primer ep publicado por Beko, le encantó el ambiente frío y "sucio" que se hacía presente en cada canción.
Al interesarse más en el grupo, decidió a escribirles por MySpace ya que el grupo estaba en búsqueda de una cantante que pudiera tocar el piano debido a que estaban preparando un concierto.
Quélennec únicamente había ofrecido un par de conciertos en Quimper con una amiga cuando aún cursaban secundaria.
Clémence desconocía la edad de los integrantes, aseguraba que tenían por lo menos 30 años, pero al encontrarse con ellos descubrió que tenían la misma edad.
Una vez estando con el grupo comenzaron a ensayar juntos para el concierto que ofrecerían para el Roxy Jam, festejado en Biarritz. (10 de julio de 2010) Clémence se encontraba estudiando Lenguas modernas - inglés mientras formaba parte de la banda, por lo que en algunas ocasiones era reemplazada por Clara Luciani durante periodos de exámenes.

## Discos con La Femme
Clémence ha sido la vocalista principal en dos de los discos de La Femme.
- Psycho Tropical Berlin (Álbum Revelación del Año-Victoires de la musique 2014)
- Mystère

## Actualidad
Actualmente Clémence vive en Marruecos. Además, abandonó La Femme para centrarse en su proyecto en solitario llamado "AJA"